# Montgomery (Alabama)
Montgomery je hlavní město, druhé nejlidnatější město a čtvrté nejlidnatější město metropolitní oblasti na jihu Spojených států, ve státě Alabama. Je sídlem Montgomery County. Nachází se na jihovýchodě Alabamy. Podle censu z roku 2000 zde žilo 201 568 obyvatel.

## Historie
Město bylo založeno roku 1819 sloučením dvou měst, které byly naproti sobě přes řeku Alabama. Hlavním městem státu se stalo v roce 1846. V únoru 1861 bylo Montgomery vybráno jako první hlavní město Konfederovaných spojených států, než se přesunulo do Richmondu ve Virginii téhož roku v květnu.
Při cestě autobusem v Montgomery 1. prosince 1955 Rosa Parksová, aktivistka za práva Afroameričanů, odmítla uvolnit místo bílému pasažérovi, čímž porušila právní předpisy o segregaci. Rosa Parksová byla zatčena a usvědčena z porušení místních nařízení. Její čin podnítil ostatní Afroameričany v Montgomery k bojkotu veřejné dopravy, který odstartoval protesty za zrušení zákonů o segregaci ve veřejných zařízeních.
V současné době je v Montgomery poměrně velká vojenská přítomnost, vzhledem k blízkosti letecké základny Maxwell Air Force Base. Nachází se zde Alabama State University a Auburn University-Mongomery.

## Demografie
Podle sčítání lidu z roku 2010 zde žilo 205 764 obyvatel.

### Rasové složení
- 37,3% Bílí Američané
- 56,6% Afroameričané
- 0,2% Američtí indiáni
- 2,2% Asijští Američané
- 0,1% Pacifičtí ostrované
- 2,2% Jiná rasa
- 1,3% Dvě nebo více ras

Obyvatelé hispánského nebo latinskoamerického původu, bez ohledu na rasu, tvořili 3,9% populace.

## Partnerská města
- Pietrasanta, Itálie

## Osobnosti
- Adele Goodman Clark (1882–1983), umělkyně a sufražetka

- Nat King Cole (1919–1965), jazzový pianista, hudební skladatel a zpěvák
- Zelda Fitzgeraldová (1900–1948), spisovatelka, manželka spisovatele F. Scotta Fitzgeralda
- Martin Luther King (1929–1968), baptistický kazatel a bojovník za lidská práva